# Sciare di Marsala
Sciare di Marsala este o arie protejată (arie specială de conservare — SAC, sit de importanță comunitară — SCI) din Italia întinsă pe o suprafață de 4.577 ha, integral pe uscat.

## Localizare
Centrul sitului Sciare di Marsala este situat la coordonatele 37°43′19″N 12°34′05″E / 37.722068°N 12.567948°E.

## Înființare
Situl Sciare di Marsala a fost declarat sit de importanță comunitară în septembrie 1995 pentru a proteja 1 specie de plante și 6 specii de animale. Situl a fost protejat și ca arie specială de conservare în martie 2017.

## Biodiversitate
Situată în ecoregiunea mediteraneană, aria protejată conține 9 habitate naturale: Matorral arborescenți cu Zyziphus, Galerii de Salix alba și de Populus alba, Tufărișuri termo-mediteraneene și de pre-deșert, Galerii și tufărișuri riverane sudice (Nerio-Tamaricetea și Securinegion tinctoriae), Păduri de Quercus ilex și Quercus rotundifolia, Ape oligotrofe în general din solurile nisipoase vest-mediteraneene, cu un conținut foarte redus de minerale, cu Isoetes spp., Pseudostepă cu ierburi și specii anuale de Thero-Brachypodietea, Matorral arborescenți cu Laurus nobilis, Iazuri temporare mediteraneene.
La baza desemnării sitului se află mai multe specii protejate:
- plante (1): Galium litorale
- păsări (6): ciocârlie-cu-degete-scurte (Calandrella brachydactyla), sfrâncioc cu cap roșu (Lanius senator), ciocârlie de bărăgan (Melanocorypha calandra), grangur (Oriolus oriolus), codroșul de pădure (Phoenicurus phoenicurus), pitulice sfârâitoare (Phylloscopus sibilatrix)

Pe lângă speciile protejate, pe teritoriul sitului au mai fost identificate 40 de specii de plante, 1 specie de mamifere, 3 specii de reptile.